# عسل
العسل مادة غذائية حلوة المذاق ولزجة القوام تخرج من بطون وأجواف أنواع مختلفة من النحل، ولكن أجودها ما يخرج من نحل العسل. ينتج النحل العسل مما يجمعه من الإفرازات السكرية من النباتات من رحيق الأزهار أو من الحشرات، ثم بإجراء تكرير ومعالجة لهذا الرحيق داخل أجسامه عبر القلس والنشاط الإنزيمي، ثم من خلال التخزين في الخلايا وعبر تبخر الماء، مما يؤدي إلى تركّز السكر حتى يصبح العسل لزجاً وسميكاً. يخزن النحل العسل عادةً في الخلايا، وهي بُنَى مصنوعة من شمع يدعى قرص العسل، وهو مصنوع بدوره من مئات إلى آلاف الخلايا سداسية الأضلاع؛ ولكن هناك أنواع أخرى من النحل، مثل النحل غير اللاسع، التي تخزن العسل في بنى مختلفة على هيئة قدور صغيرة مصنوعة من الشمع أو الراتنج.
تمكن البشر منذ القدم من التعامل مع نحل العسل وتربيته؛ ويعد العسل المجمع من نحل العسل الأكثر شيوعاً للاستهلاك عند البشر، نتيجة للإنتاج التجاري واسع النطاق وتوفره. تعود أقدم الدلائل على إنتاج العسل واستخدامه إلى عصر ما قبل التاريخ؛ إذ توجد العديد من رسوم الكهوف التي تشير إلى تلك النشاطات البشرية، مثل الرسوم في كهوف العنكبوت في إسبانيا، التي تعود عمرها إلى ما يقارب 8000 سنة على الأقل.
يعود المذاق الحلو للعسل إلى التركيز المرتفع من السكريات الأحادية من الفركتوز (سكر الفاكهة) والغلوكوز (سكر العنب)؛ والحلاوة النسبية له مقاربة للسكروز (سكر المائدة). كما أنه غني بالطاقة، إذ تؤمن ملعقة طعام قياسية (15 مل) كمية من الطاقة الغذائية تعادل 190 كيلوجول (46 سعرة حرارية / كالوري)). وهي واسعة الاستخدام على هيئة مادة محلّية في المطبخ. كما تعرف الخواص الاستشفائية لهذه المادة الغذائية، كما لا تستطيع الميكروبات أن تنمو في العسل، لذلك لا يفسد؛ فقد عثر على عينات من العسل قابلة للأكل حتى بعد قرون من تخزينها في قدور محكمة الإغلاق.

## التشكل

### من نحل العسل

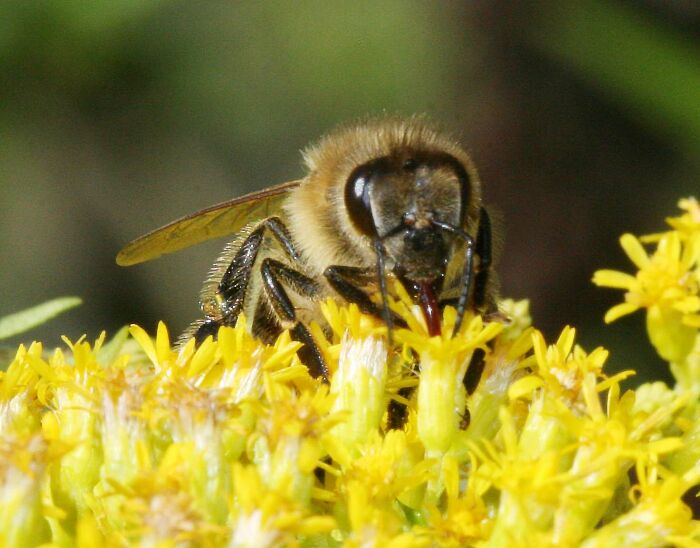
نحلة تمد خراطيمها في كأس أحد أنواع الأزهار لجمع الرحيق

يعد العسل المتشكل في أجسام نحل العسل الأكثر شيوعاً من بين أنواع العسل؛ ويقوم هذا النوع من النحل بجمع الرحيق أو الندوة العسلية. لا يستخدم أغلب الرحيق المجمع مصدراً غذائياً للنحل، ولكن يقوم باستخدامه من أجل إنتاج العسل عن طريق عمليات القلس والتحفيز الإنزيمي ثم بالتخزين المطول.
العسل مهم للنحل نظراً لمحتواه المرتفع من السكر، إذ يستهلكه غذاءً من أجل دعم عمليات الأيض (الاستقلاب)، خاصة لتعويض الطاقة المستهلكة في التحليق أثناء جمع العسل، وكذلك من أجل استخدامه غذاءً لليرقات. يقوم النحل بتخزين العسل على مدار السنة، سواء أثناء مرحلة الجمع في الأشهر الدافئة من السنة أو في مرحلة الإشتاء.
بعد مغادرتها للخلية تقوم النحلة بجمع الإفرازات الطبيعية الغنية بالسكر من الرحيق أو الندوة العسلية. يحتوي الرحيق المجمع من الأزهار على محتوى من الماء يتراوح بين 70 إلى 80%، ولذلك لا يكون لزجاً بالمقارنة مع الناتج النهائي من العسل، الذي يصل محتوى الماء فيه ما يقارب 18%. بالمقابل، إن محتوى الماء في الندوة العسلية الصادر عن المَن وحشرات أخرى قريب جداً من محتوى الماء في النسغ الذي تتتغذى عليه تلك الحشرات الماصة، ولكنه أعلى مما هو في الرحيق ويصل إلى ما يقارب 90% من الماء. في كلتا الحالتين، يكون النحل قادراً على امتصاص تلك الإفرازات السكرية بواسطة خراطيمها لتجمعها في أجوافها.
يستطيع نحل العسل الغربي على سبيل المثال أن يجمع ما يقارب 40 مغ من الإفرازات السكرية داخل جوفه، وذلك يعادل نصف الوزن الصافي للنحلة. عندما يكون الرحيق وفيراً، يتطلب جمع الرحيق من النحل عملاً متواصلاً من غير توقف إلى ما يقارب الساعة من جني العسل حتى تصل إلى السعة العظمى من التخزين؛ وذلك يتطلب أيضاً زيارة اللآلاف من الزيارات على الأزهار. يحوي لعاب النحل على إنزيمات تفرزها غدد متموضعة في القسم الأسفل من البلعوم. تختلط تلك الإنزيمات الهاضمة مع الرحيق المخزن في جوف النحل، وتقوم بفصم الروابط الكيميائية للسكريات المعقدة مثل السكروز والنشا إلى سكريات بسيطة من الغلوكوز (سكر العنب) والفركتوز (سكر الفاكهة). تساهم هذه العملية في المرحلة في رفع محتوى الماء بشكل طفيف وبرفع حموضة الرحيق المهضوم جزئياً. بعد الامتلاء، تعود النحلة الجامعة إلى الخلية، وهناك تبدأ عملية القلس وإخراج الرحيق من الجوف إلى الخلايا للتخزين، وأثناء تلك العملية تتشكل فقاعات في الفك العلوي، الأمر الذي يسرع من هضم الرحيق، إذ تعمل تلك الفقاعات على تشكيل مساحة سطح كبيرة، مما يساهم في تسهيل عملية تبخير الماء داخل جو الخلية الدافئ.

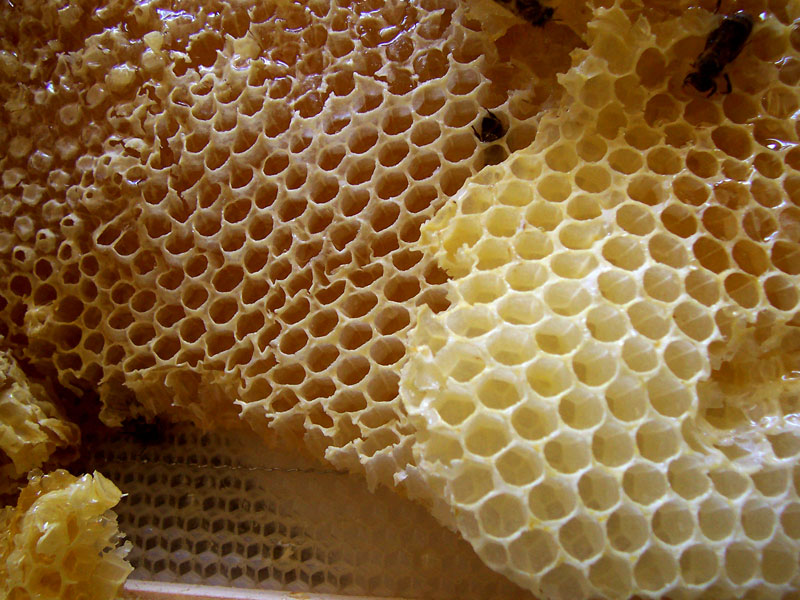
قرص عسل وتبدو فيه الخلايا سداسية الأضلاع المخصصة لتخزين العسل

تنظم النحل داخل الخلايا نفسها على هيئة مجموعات، والتي تعمل بالتناوب، تقوم فيها نحلة بإخضاع الرحيق المعالج إلى فقاعات الهواء، ومن ثم إمرار السائل المكرر إلى النحلة الأخرى. تستغرق هذه المرحلة إلى ما يقارب 20 دقيقة من القلس المستمر والهضم والتبخير إلى أن يصبح المنتج النهائي درجة من الجودة يكون فيها قابلاً للتخزين. يخزن العسل الجديد ضمن خلايا قرص العسل، والتي تترك مفتوجة من غير إغلاق؛ ويكون محتوى الماء في هذا المنتج مرتفع نسبياً، إلى ما يقارب 70%، اعتماداً على تركيز الرحيق المجموع. نظرياً وفي هذه المرحلة من تشكل العسل، يكون محتوى الماء مرتفعاً بالشكل الكافي ليدفع أبواغ الخميرة المنتشرة في كل مكان إلى التكاثر داخله، وإن حصل ذلك التخمر، فإنه سيستهلك السكريات الموجودة داخل العسل جديد التشكل. لمكافحة ذلك، تقوم النحل بعملية فريدة بتوليد الحرارة ذاتياً داخل الخلايا، وتلك خاصة تميزها عن باقي الحشرات. تستغل النحل تلك القدرة في توفير درجة حرارة محيطة ثابتة داخل الخلايا، وهي تقارب 35 °س في مناطق تخزين العسل. تساهم النحل في التحكم وضبط درجة الحرارة والتكييف داخل الخلية عن طريق حركات متناسقة عبر الأجنحة، وتلك شروط تساعد في التسريع من عملية تبخر الماء ولحماية العسل الجديد من التخمر. تستمر عملية التبخر لحين الوصول إلى محتوى نهائي من الماء في العسل بين 15.5% إلى 18%. تتركز السكريات الأحادية المنحلة في هذه الشروط من محتوى الماء إلى حد أبعد من درجة التشبع (محلول فوق مشبع)، بالتالي يمكن اعتبار العسل علمياً على أنه محلول فائق التشبع للسكريات الأحادية في الماء، ولا تستطيع الجراثيم أن تتكاثر ضمن هذه الشروط مرتفعة التركيز. بعد ذلك تقوم النحل بإغلاق الخلايا الحاوية على العسل النهائي بالشمع، وبذلك تحميه من الملوثات ومن التبخير اللاحق. ما دام أن محتوى الماء لا يتعدى 18%، فإن فترة الصلاحية لمنتج العسل النهائي غير محددة، سواء داخل الخلايا أو بعد استخراجه من النحّال.

### من حشرات أخرى
إن نحل العسل ليس النوع الوحيد من الحشرات الاجتماعية العليا القادرة على إنتاج العسل؛ إذ يستطيع النحل الطنان اللاطفيلي والنحل غير اللاسع أن ينتج العسل على سبيل المثال. كما من المعلوم أن بعض أنواع الدبابير مثل (الاسم العلمي: Brachygastra lecheguanaْْ) و(الاسم العلمي: Brachygastra mellifica)، والتي تعيش في قارتي أمريكا الجنوبية والوسطى، تتغذى على الرحيق وتنتج العسل.

### التدخل البشري
تمكن البشر من استئناس وتدجين العديد من أنواع نحل العسل عن طريق الاستفادة من مرحلة التطريد وتشكيل الأسراب؛ وهي عملية التكاثر الطبيعي للنحل، وفيها تخرج الملكة القديمة مع عدد من النحلات العاملات من مسكنها إلى مكان آخر، خاصة في حال ضيق المكان، وبذلك تتشكل خلايا جديدة. إذ تقوم الملكة القديمة بوضع البيض الذي سيتطور إلى ملكة جديدة، ثم تأخذ تقريباً نصف المملكة من النحلات العاملات إلى مكان جديد. قبل الانتقال ترسل الملكة فرقاً للاستطلاع من أجل تأمين المكان الجديد، إلى حين العثور على المكان الجديد، يقوم السرب الخارج بالتجمع في مكان قريب من المملكة القديمة. وتكون تلك الأسراب عادة سهلة الانقياد، وهذا أمر يستغله النحالون، الذين يؤمنون مكاناً جديداً جاهزاً لتشكيل المملكة الجديدة، ويشيع استخدام نموذج خلية لانجستروث من أجل استمرار إنتاج العسل تجارياً، والاستفادة من حبوب لقاح النحل وشمع العسل على سبيل المثال. بالرغم من ذلك وبالمقابل، فإن بعض النحالون يفضلون منع التطريد أو السيطرة عليه لتجنب حدوث أية آثار سلبية على إنتاج العسل.

## الإنتاج
| البلد            | الإنتاج (بالأطنان) |
| ---------------- | ------------------ |
| الصين            | 458,100            |
| تركيا            | 104,077            |
| إيران            | 79,955             |
| الأرجنتين        | 74,403             |
| أوكرانيا         | 68,028             |
| الولايات المتحدة | 66,948             |
| عالمياً           | 1,770,119          |
| المصدر: FAOSTAT  |                    |

أنتج عالمياً من العسل في سنة 2020 ما يقارب 1.8 مليون طن، وتصدرت الصين الدول المنتجة بحصة سوق بلغت 26% من الإنتاج العالمي. من الدول الرائدة في إنتاج العسل كل من تركيا وإيران والأرجنتين وأوكرانيا والولايات المتحدة.

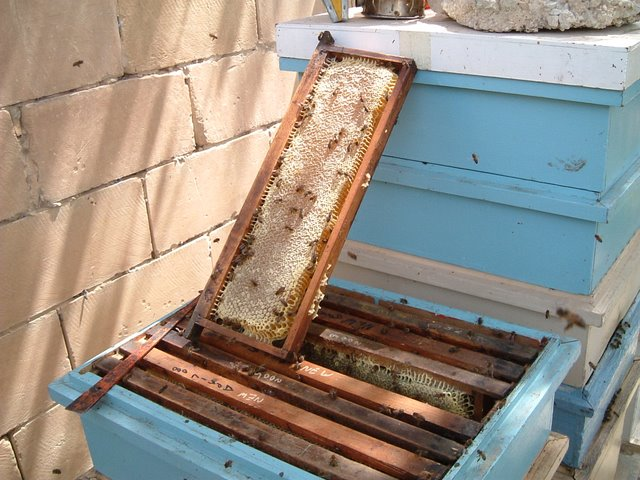
إطار مغلق من قرص العسل

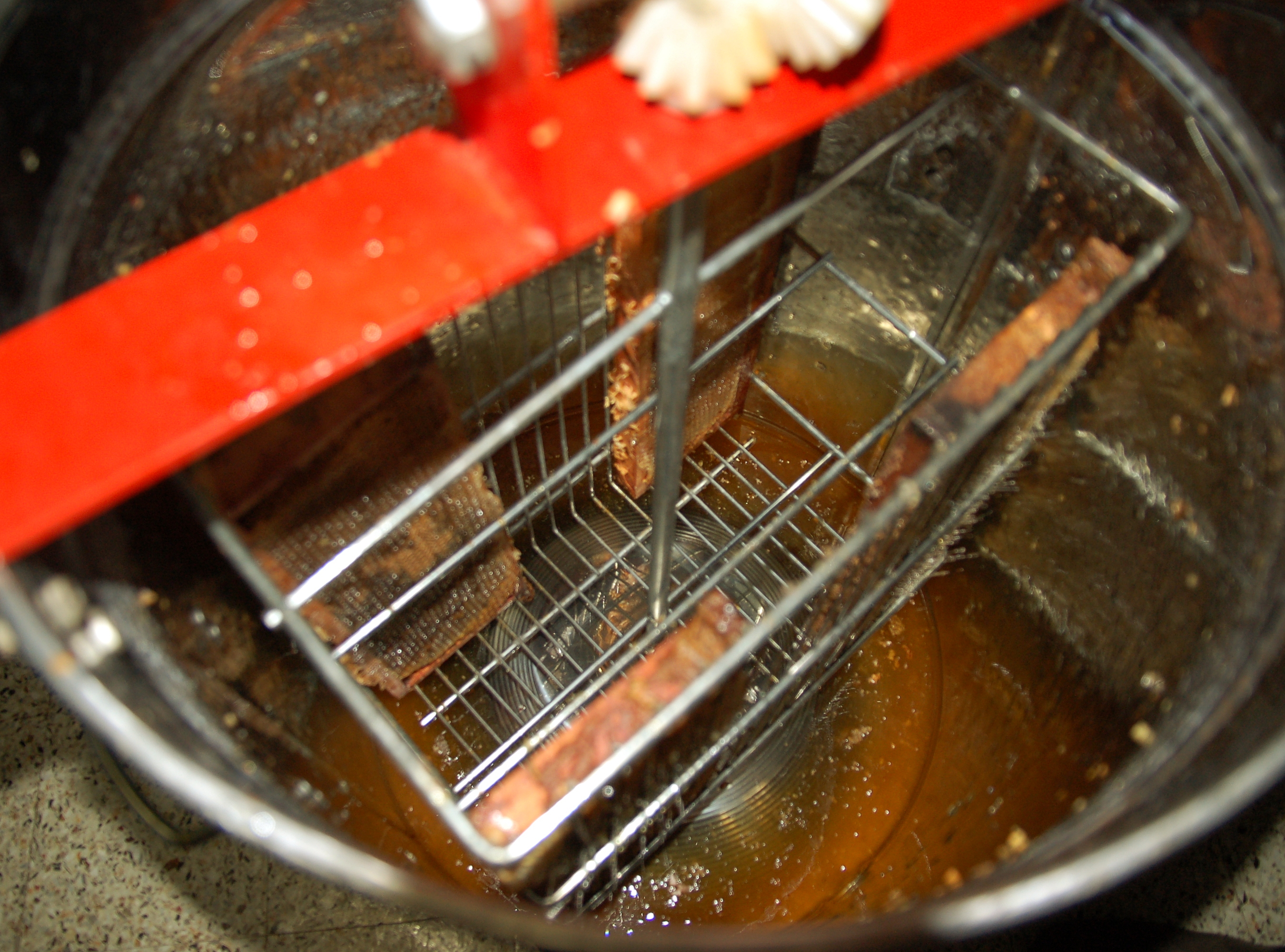
استخراج العسل من القرص باستخدام الفراز

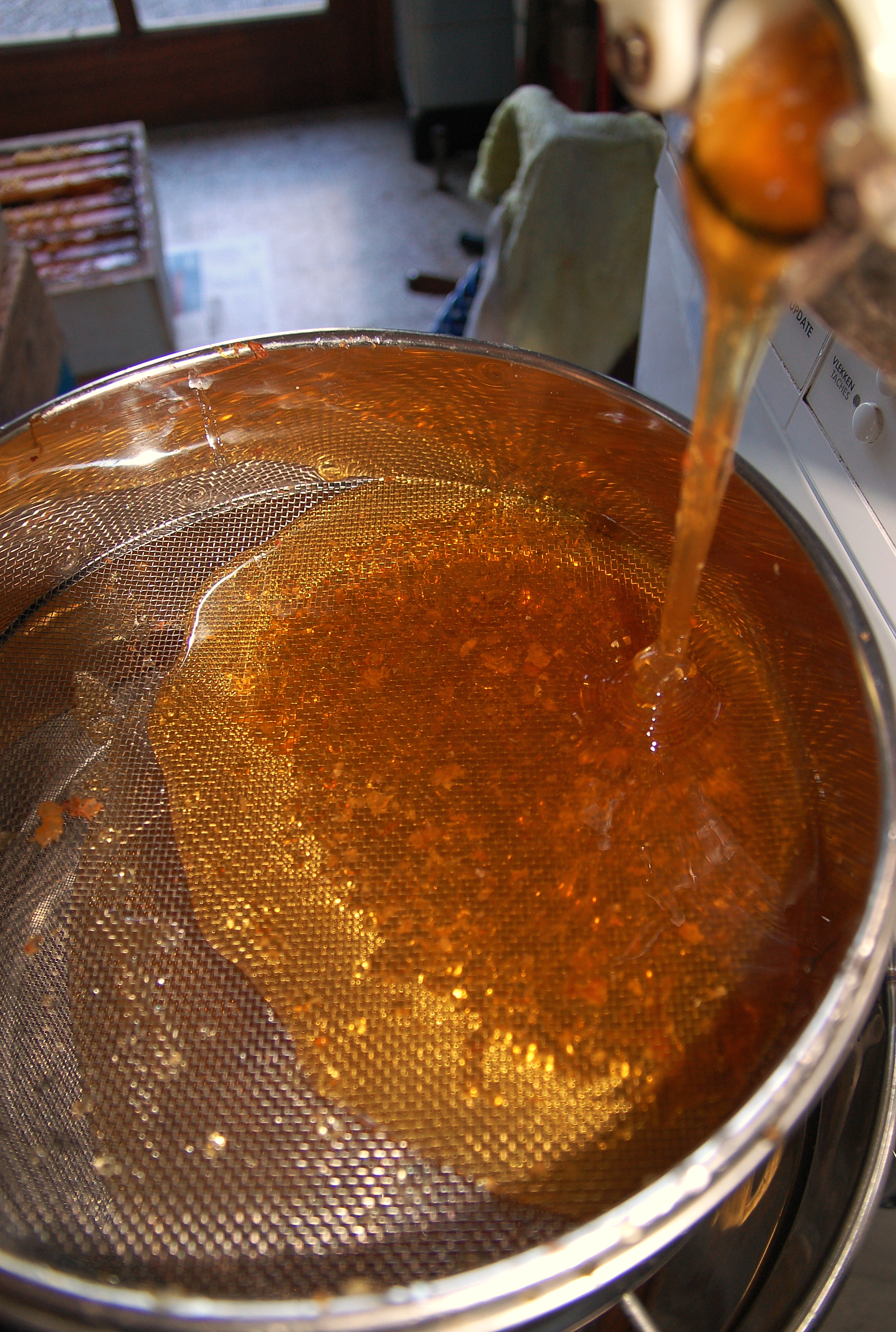
ترشيح العسل

### الجمع
يجمع العسل إما من مستعمرات خلايا النحل البرية أو من خلايا النحل المدجنة. تنتج خلية نحل وسطياً ما يقارب 30 كغ من العسل سنوياً. من أجل جمع العسل بأسلوب آمن، يقوم النحالون عادة أولاً بتهدئة النحل عن طريق إطلاق الدخان، إذ أن الدخان يساهم يجعل النحل أقل عدوانية ويساهم في تشويش أسلوب التواصل بالفيرومونات. يسحب قرص العسل من الخلية، ثم تبدأ عملية الاستخراج، إما بالتهشيم أو باستخدام فراز العسل؛ ثم بخطوة التنقية من أجل فصل الشمع والبقايا الأخرى.
يمكن أن يستدل على خلايا النحل البرية باتباع طيور مرشدات العسل؛ بالإضافة إلى عدد من الحيوانات الأخرى.

### الحفظ
بسبب التركيب والخواص الكيميائية المميزة له فإن العسل ملائم من أجل التخزين طويل الأمد، ولا يؤثر ذلك على قابليته للاستهلاك، إذ لا يفسد، بل يقوم بحفظ مواد حيوية مغمورة به لعدة قرون. ما يساهم في خواص الحفظ للعسل هي قدرته على حجب الرطوبة، وبسبب محتواه العالي من السكريات الأحادية فإنه لا يعد وسطاً ملائماً لحدوث عملية التخمر، ولكن إذا تعرض العسل للهواء الرطب، فإن الخواص المحبة للماء للسكريات تجعل منها قادرة على سحب الرطوبة إلى العسل، وإذا استمرت تلك العملية لأمد طويل، يمكن أن يتمدد العسل ويمكن للتخمر أن يحدث. يعود طول فترة الصلاحية إلى الإنزيمات الموجودة في معدة النحل؛ إذ تقوم النحل بمزج إنزيم أكسيداز الغلوكوز مع الرحيق المجموع، مما يؤدي إلى الحصول على منتجّين ثانويّين من حمض الغلوكونيك وبيروكسيد الهيدروجين، والمسؤولان جزئياً عن حموضة الوسط وعن كبت النمو البكتيري، على الترتيب.

### الغش
إن غش العسل عادة قديمة عرفت منذ أقدم العصور؛ وهي عملية تهدف بشكل رئيس إلى التقليل من التكاليف عن طريق تغيير الخواص مثل المذاق أو اللزوجة وبيع المنتج على أنه عسل خالص. يسهل عموماً غش العسل عن طريق إضافة السكريات، مثل السكر المحول أو رفع مستوى الفركتوز من أجل منع التبلور؛ كما تضاف أحياناً بغرض الغش أنواع الشراب المختلفة مثل شراب القيقب أو شراب بتولا أو شراب الذرة البيضاء الحلوة. من الصعب الكشف عن إضافة شراب الذرة بشكل خاص، بسبب غياب النكهة المضافة للعسل. وفق الدستور الغذائي التابع للأمم المتحدة ينبغي على أي منتج مسوق تحت اسم «عسل» أن يكون عسلاً خالصاً، وأن يكون منتجاً طبيعياً؛ رغم وجود قوانين ناظمة محلية مختلفة للصاقات وللتسويق التجاري في الدول المختلفة.
هناك العديد من الوسائل والطرائق للكشف عن غش العسل، ولكن لا توجد طريقة تحليلية واحدة يمكن عن طريقها الكشف عن جميع أنواع الغش بمستوى حساسية ملائم. يمكن على سبيل المثال، يمكن استخدام تقنية مطيافية كتلة نسبة النظائر للكشف عن إضافة السكر المحول أو شراب الذرة عن طريق السمة النظائرية لنظائر الكربون. إذ أن غش العسل بإضافة السكريات من الذرة أو قصب السكر، يمكن الكشف عنه بتلك التقنية؛ فتلك نباتات ذات تمثيل ضوئي رباعي الكربون لا يقربها النحل لجمع الرحيق، إنما يقوم بذلك غالباً من نباتات ذات تمثيل ضوئي ثلاثي الكربون؛ بالتالي فإن عملية الغش تلك ستكشف لأن الإضافة ستسهم في تشويه السمة النظائرية النمطية للسكريات الموجودة في العسل الخالص.

### مؤشرات على الجودة
من الممكن تمييز العسل مرتفع الجودة بواسطة عدد من المؤشرات مثل الرائحة والمذاق والقوام. بالإضافة إلى ذلك يعد جريان وسيلان العسل من المؤشرات المهمة أيضاً، إذ أن العسل الطازج مرتفع الجودة والمجموع حديثاً ينبغي أن يسيل عند درجة حرارة الغرفة (حوالي 20 °س) عند رفعه بسكين بشكل متدفق ومستمر بلا تقطع. وعندما يصب العسل الصافي فإنه يسيل مشكلاً طبقات، تتميز بأنها مؤقتة ولا تلبث بأن تختفي بسرعة نسبياً، وذلك مؤشر على ارتفاع اللزوجة، وإن لم يتحقق ذلك، فذلك مؤشر على انخفاض الجودة أو ارتفاع محتوى الماء فوق 20%، ولا يعد ذلك ملائماً للتخزين طويل الأمد.

## الخواص الفيزيائية والكيميائية

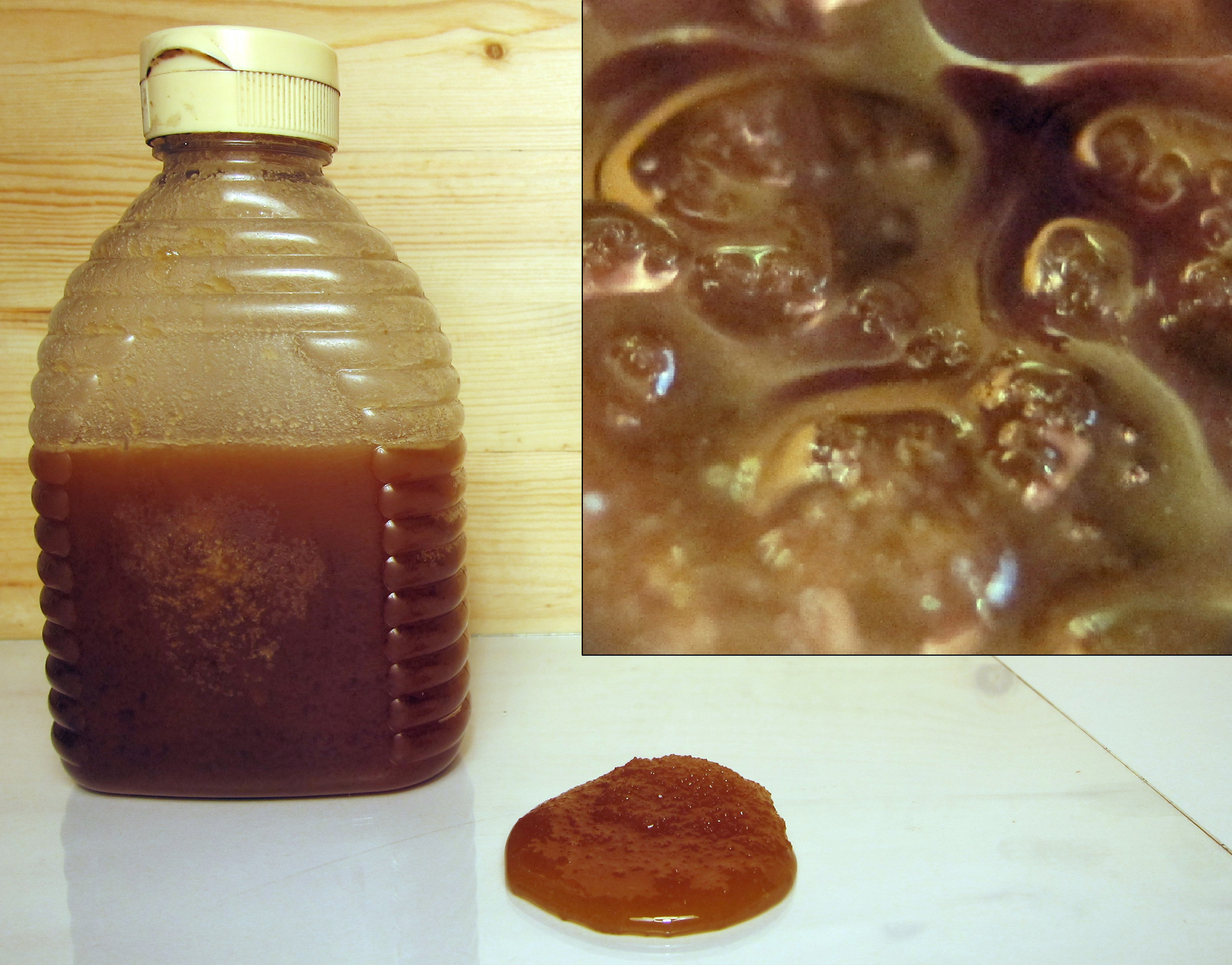
عسل متبلور، وتظهر الصورة المقربة حبيبات الغلوكوز ضمن المزيج مع الفركتوز

تتباين الخواص الفيزيائية للعسل اعتماداُ على محتوى الماء، وعلى نوع النبيت المستخدم في إنتاجه، وعلى درجة الحرارة، وعلى نسبة السكريات الأحادية فيما بينها.
يعد العسل الطازج من الناحية الفيزيائية محلولاً فائق التشبع، إذ يحوي تركيبه على نسبة من السكر الأحادي تفوق النسبة التي يستطيع فيها الماء إذابة السكريات الأحادية عند درجة حرارة معتدلة. والعسل هو سائل فائق التبريد عند درجة حرارة الغرفة، ويكون فيه الغلوكوز على شكل حبيبات ضمن مزيج الفركتوز. تتعلق كثافة العسل بمحتوى الماء فيه؛ وتبلغ قيمته مقداراً يتراوح بين 1.38 و 1.45 كغ/ل عند الدرجة 20 °س.

### الانتقال الطوري
اعتماداً على التركيب، فإن نقطة انصهار العسل المتبلور تقع بين 40 إلى 50 °س. تحت تلك الدرجة، فيمكن وصف الحالة الفيزيائية التي يوجد فيها العسل إما على أنها في حالة شبه الاستقرار، بمعنى أنها لن تتبلور إلا أذا أضيفت نواة تبلور للوسط؛ أو أنها في حالة عدم الاستقرار لكونها في حالة من تشبع فائق مع وجود كمية كافية من السكريات لحدوث عملية التبلور بشكل تلقائي.
يتأثر معدل التبلور بعدة عوامل، أهمها نسبة الفركتوز إلى الغلوكوز، وهما المكونان الأساسيان للعسل. إن أنواع العسل التي تكون فائقة التشبع بنسبة مرتفعة من الغلوكوز (سكر العنب)، مثل عسل الكرنب (الملفوف)، تتبلور بشكل تلقائي فوري بعد عملية جني العسل؛ في حين أن أنواع العسل الحاوية على نسبة منخفضة من الغلوكوز، مثل عسل الطوبال، فلا تتبلور. كما أن هناك اختلاف في كبر حجم البلورات، فبعض الأنواع تظهر فيها بلورات كبيرة، والأخرى منها تكون صغيرة. كما يتأثر التبلور بمحتوى الماء، لأن وجود نسبة مرتفعة من الماء تعيق عملية التبلور؛ كذلك الأمر عند ارتفاع نسبة الدكسترين. أما بالنسبة لدرجة الحرارة، فإن أعلى معدل للتبلور هو بين 13 إلى 17 °س. تميل نوى التبلور للتشكل بشكل أسرع في حال تحريك أو خض الوعاء الحاوي على العسل؛ وتكون عملية التنوي المكروئية في أقصى معدل لها بين درجتي الحرارة 5 إلى 8 °س. بالتالي، تميل البلورات الكبيرة ولكن القليلة للتشكل عند درجات حرارة مرتفعة، في حين أن البلورات الصغيرة العديدة تتشكل عادة عند درجات حرارة منخفضة. أما دون درجة الحرارة 5 °س فلا يتبلور العسل ويبقى محافظاً على قوامه الأصلي.
لا يتجمد العسل عند درجات حرارة منخفضة جداً، إنما تزداد لزوجته مثل باقي السوائل اللزجة. عند درجة حرارة مقدارها -20  °س يبدو العسل صلباً، ولكنه حقيقةً يكون مرتفع اللزوجة، إذ يكون قادراً على الجريان ولكن ببطء شديد جداً. تبلغ قيمة درجة حرارة التحول الزجاجي للعسل بين -42 إلى -51 °س، وتحت هذه الدرجة يدخل العسل حالة التزجج ويصبح على هيئة مادة لابلورية.

### علم الجريان

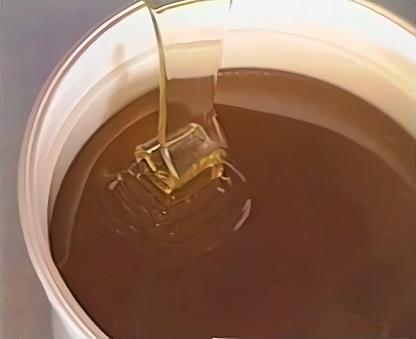
صب العسل الخام، ويبدو التدفق الصفائحي واضحاً للعيان مثالاً على ارتفاع اللزوجة وانخفاض التوتر السطحي.

تزداد اللزوجة ببطء شديد مع التبريد المعتدل، فعلى سبيل المثال، لعسل ذي محتوى من الماء مقداره 16%، لزوجة حوالي 2  بواز عند الدرجة 70 °س، في حين أنها تبلغ 70 بواز عند الدرجة 30 °س؛ ومع استمرار التبريد، فإن معدل ازدياد اللزوجة يصبح أكثر تسارعاً ليصل 600 بواز عند الدرجة 14 °س.
من جهة أخرى، في حين أن العسل لزج القوام، إلا أن التوتر السطحي لديه منخفض، وتبلغ قيمته 50–60 ميلي جول/م2، الأمر الذي يجعل من خاصة الترطيب لديه مشابهة للماء أو الغليسرول أو سوائل مشابهة أخرى. إن تلك الخواص من ارتفاع اللزوجة والترطيب للعسل تجعل منه دبقاً. إن أغلب أنواع العسل هي موائع نيوتونية، في حين أن للبعض منها خواص لزوجة الموائع غير النيوتونية. للعسل المستحصل من نبات السميسم أو من المانوكا خواص متميعة بالهز، إذ تبدو تلك الأنواع من العسل على هيئة هلامية في حالة السكون وعند عدم تطبيق إجهاد ميكانيكي؛ ولكنها تتميع عند التحريك.

### الخواص الكهربائية والبصرية
بسبب إمكانية احتواء العسل على مكونات كهرلية فإن العسل قد يبدي خواصاً متفاوتة من حيث المقاومية والموصلية الكهربائية، والتي يمكن أن تقاس من أجل ضبط جودة العسل عند إجراء عملية الترميد.
للعسل عموماً لون يتراوح بين الأصفر الشاحب وبين البني الغامق، مع وجود ألوان أخرى مقاربة اعتماداً على نسبة محتوى السكريات. كما يمكن الاستفادة من الخواص البصرية من أجل كشف جودة العسل عند التآثر مع الضوء. إن التفاوت في محتوى الماء يغير من معامل الانكسار، ويمكن أن يقاس محتوى الماء في العسل بسهولة عن طريق مقياس الانكسار. تتراوح قيمة معامل الانكسار النمطية للعسل من 1.504 عند محتوى ماء مقداره 13% إلى 1.474 عند 25%. للعسل أيضاً تأثير على الضوء المستقطب من حيث التأثير على دوران مستوي الاستقطاب؛ فالفركتوز يؤدي إلى حدوث دوران سلبي القيمة، في حين أن الغلوكوز يعطي دوران موجب القيمة؛ بالتالي يمكن الاستفادة من قيمة محصلة الدوران من أجل تحديد نسبة مكوني السكريات الأحادية في المزيج.

### الاسترطاب والتخمر
للعسل قابلية لامتصاص الرطوبة مباشرة من الهواء المحيط في ظاهرة تعرف علمياً باسم الاسترطاب؛ ويميل العسل إلى امتصاص المزيد من الماء وفق خاصة الاسترطاب بشكل أكبر مما تقوم به السكريات المكونة له. تعتمد كمية الماء التي يستطيع العسل امتصاصها على رطوبة الهواء النسبية. هناك احتمالية لحدوث عملية تخمّر للعسل، بسبب توفر الخميرة الواسع، في حال كان محتوى الماء أعلى من 25%؛ ولذلك يحفظ العسل عادة في أواني مغلقة الإحكام من أجل تجنب التخمر؛ كما يخضع العسل التجاري لعملية بسترة بالتسخين إلى درجات حرارة فوق 70 °س من أجل القضاء على الخميرة.

### الخواص الحرارية

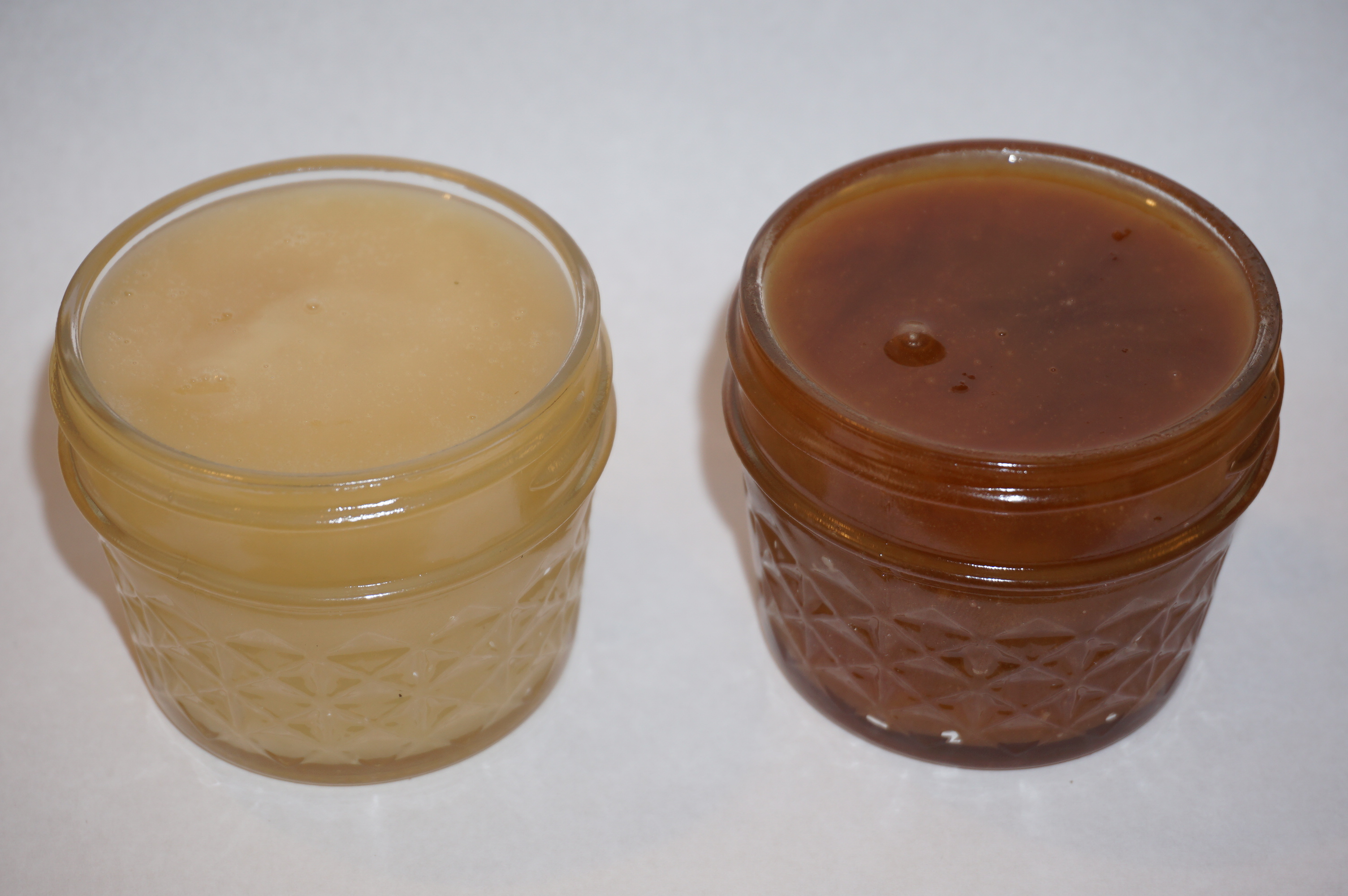
عينتان من العسل، على اليسار عينة عسل طازج، وعلى اليمين عينة معتقة في درجة حرارة الغرفة لمدة سنتين.

كما هو الحال مع جميع المواد الحاوية على السكر، فإن العسل يتكرمل عند التسخين بشكل كاف، ويصبح لونه أغمق، وفي النهاية يحترق. ولكن العسل يحتوي على الفركتوز، والذي يتكرمل عند درجات حرارة أخفض من الغلوكوز. بالتالي فإن محتوى الغلوكوز والفركتوز في العسل هو من يحدد درجة الحرارة التي يتكرمل فيها العسل، ولكنها عادةً ما تقع بين 70 إلى 110 °س. يحوي العسل أيضاً على كميات ضئيلة من الأحماض، والتي تقوم بدور حفاز لتفاعل الكرملة، ويؤدي نوع وكمية هذه الأحماض إلى التأثير على تحديد درجة حرارة الكرملة. من بين هذه الأحماض، هناك الأحماض الأمينية، والتي توجد بكميات صغيرة جداً، ولها دور في دكنة لون العسل. إذ تساهم الأحماض الأمينية في تشكل مركبات داكنة تدعى الميلانويدينات، وذلك عبر تفاعل ميلارد، وهو تفاعل يحدث ببطء عند درجة حرارة الغرفة، ويتطلب بضع إلى عدة شهور لإظهار دكنة لون ظاهرة للعيان، ولكنه يتسارع بشكل كبير مع ارتفاع درجة الحرارة ويتباطأ بالتخزين عند درجات الحرارة المنخفضة.
على العكس من أغلب الكثير من السوائل، فإن للعسل ناقلية حرارية (موصلية حرارية) ضعيفة جداً، وتبلغ قيمتها 0.5 واط/متر.كلفن لعسل ذي محتوى ماء مقداره 13% (للمقارنة، تبلغ الموصلية الحرارية للنحاس مقدار 401 واط/متر.كلفن)، وبذلك يأخذ وقتاً طويلاً للوصول إلى حالة التوازن الحراري. نظراً لارتفاع قيمة اللزوجة الحركية، فإن العسل لا ينقل الحرارة عبر الحمل الحراري، إنما عبر التوصيل الحراري (مثلما هو الحال مع الأجسام الصلبة)؛ بالتالي فإن صهر العسل المتبلور قد يؤدي إلى كرملة موضعية إذا كان مصدر الحرارة لا يوزع الحرارة بشكل متساوٍ. إن صهر حوالي 20 كغ من العسل المتبلور عند الدرجة 40 °س يمكن أن يتطلب ما يقارب 24 ساعة، في حين أن القيام بذات الأمر بالنسبة 50 كغ قد يتطلب ضعف المدة. يؤدي التسخين إلى درجة حرارة مقدارها 50 °س إلى تقليل المدة المتطلبة إلى النصف، ولكن عملية التسخين تلك قد تؤدي إلى التأثير على المكونات الثانوية، مما قد يؤثر بدوره على النكهة أو الرائحة أو خواص أخرى، لذلك عادة ما تجرى عملية التسخين عند أخفض درجة حرارة ممكنة ولأقصر مدة زمنية ممكنة.

### المحتوى من الأحماض
يبلغ متوسط قيمة pH الوسط في العسل مقدار 3.9، ولكن أن يمكن أن تتراوح القيمة في مجال بين 3.4 إلى 6.1. يحوي العسل على عدد من الأحماض العضوية بالإضافة إلى الأحماض الأمينية؛ وتتباين الأنواع المختلفة وكمياتها اعتماداً على نوع العسل. وتساهم الأحماض الأليفاتية بشكل خاص في التأثير على مذاق ونكهة العسل عن طريق التآثر مع نكهات المكونات الأخرى. تشكل الأحماض العضوية ما نسبته 0.17–1.17% من تركيب العسل، وأكثرها وفرة في المزيج هو حمض الغلوكونيك، والذي يتشكل من أثر إنزيم أكسيداز الغلوكوز. من بين الأحماض العضوية المعروفة الداخلة في تركيب العسل كل من حمض الفورميك (حمض النمل) وحمض الأسيتيك (حمض الخل) وحمض البوتيريك (حمض الزبدة) وحمض الستريك (حمض الليمون) وحمض اللاكتيك (حمض اللبن) وحمض الماليك (حمض التفاح)؛ بالإضافة إلى حمض البيروغلوتاميك وحمض البروبيونيك وحمض البنتانويك (حمض الفاليريك) وحمض الهكسانويك (حمض الكابرونيك) وحمض البالميتيك (حمض النخيل) وحمض السكسينيك (حمض الكهرمان).

### المركبات العضوية المتطايرة
يوجد هناك أكثر من 100 نوع من المركبات العضوية المتطايرة في أنواع العسل المجمعة من مصادر نباتية متنوعة، وتقوم تلك المركبات بدور أساسي في تحديد مذاق ورائحة العسل. المركبات العضوية المتطايرة هي مركبات عضوية ذات هيكل بنيوي أساسه عنصر الكربون وهي سهلة التطاير والتبخر إلى الهواء، مما يساهم في منح الروائح لأريج الأزهار وللزيوت العطرية وللثمار الناضجة. تنتمي تلك المركبات العضوية الطيارة إلى عدد من المجموعات الوظيفية ضمن التصنيف الكيميائي، وتشمل الهيدروكربونات والألدهيدات والكحولات والكيتونات والإسترات والأحماض الكربوكسيلية؛ بالإضافة إلى مشتقات البنزينات والفورانات والبيرانات والتربينات. تختلف أنواع المركبات العضوية المتطايرة مع اختلاف نوع العسل، فعلى سبيل المثال، عند مقارنة عدد هذه المركبات في أنواع مختلفة من العسل في إحدى المراجعات المنهجية، وجد أن العسل المستحصل من فاكهة اللونجان يحوي على أكبر عدد من هذه المركبات (48)، في حين أن أقلها عدداً (8) كان في العسل المستحصل من دوار الشمس.
تدخل المركبات العضوية المتطايرة في تركيب العسل عن طريق رحيق الأزهار والمسؤول عن روائحها العطرة، بالتالي فهي كيميائيات نباتية المنشأ. يمكن تتبع نوع النبيت المستخدم في إنتاج عسل معتمد على نوع واحد الأزهار عن طريق تحديد نوع وتركيز المركب العضوي الطيار في العسل. كما يقوم مجموع العوامل من المنطقة الجغرافية وتركيب وحموضة التربة التي نبت فيها النبيت بدور في التأثير على الخواص الأريجية للعسل، إذ يميز بين الرائحة الفاكهية للعسل وبين الرائحة العشبية وبين الرائحة الشمعية. من الأمثلة على المركبات العضوية الطيارة التي عثر عليها في إحدى الدراسات كل من أكسيد اللينالول وفينيل أسيتالدهيد والكحول البنزيلي وإيزوفورون ونانوات الميثيل. يمكن أن يكون مصدر المركبات العضوية المتطايرة من أجسام النحل، وذلك من أثر التفاعلات الإنزيمية أثناء عملية الهضم، أو من التفاعلات الكيميائية الحاصلة بين المواد المختلفة داخل مزيج العسل أثناء التخزين؛ لذلك فهي عرضة للتغير بالازدياد أو النقصان مع مرور فترات زمنية طويلة. تؤثر درجة الحرارة والمعالجة بشكل كبير على هذه المكونات؛ فالبعض منها لا يكون مستقراً والبعض الآخر تتكسر بنيته عند درجات حرارة مرتفعة، في حين أن البعض الآخر يمكن أن تنشأ أثناء التفاعلات غير الإنزيمية، مثل تفاعل ميلارد.

## التغذية
يعطي 100 غرام من العسل طاقة مقدارها 1270 كيلوجول (ما يعادل 304 سعرة حرارية (كالوري))، وهو لا يحوي الكثير من المغذيات الأساسية، إذ يتكون أغلبه من السكريات (الكربوهيدرات) بنسبة وسطية مقدارها 82%، بالإضافة إلى قيمة وسطية من الماء مقدارها 17%، بالإضافة إلى وجود نسب ضئيلة من الدهون والألياف الغذائية والبروتينات.

### محتوى السكريات
يتكون العسل بشكل رئيسي من مزيج من نوعين من السكر الأحادي، وهما الفركتوز (سكر الفاكهة) بنسبة وسطية مقدارها 38%، ومن الغلوكوز (سكر العنب) بنسبة وسطية مقدارها 32%؛ بالإضافة إلى وجود نسبة ضئيلة من سكريات (كربوهيدرات) أخرى، من ضمنها المالتوز والسكروز والميليزيتوز وعدد من السكريات معقدة التركيب. تتراوح قيمة المؤشر الغلايسيمي فيه بين 31 إلى 78، اعتماداً على تنوع مصدر العسل. يعتمد التركيب النوعي ولون ورائحة ومذاق العسل على نوع الأزهار التي جمع العسل منها الرحيق.
في بحث يعود إلى سنة 1980 وجدت دراسة في الولايات المتحدة أن عسلاً زهرياً مجموعاً من عدة مناطق محلية يحوي نمطياً على التركيب التالي: فركتوز: 38.2%؛ غلوكوز: 31.3%؛ مالتوز: 7.1%؛ سكروز: 1.3%؛ ماء: 17.2%؛ سكريات عليا: 1.5%؛ رماد: 0.2% ومكونات أخرى: 3.2%. في دراسة أخرى، تمكن فريق بحث إيطالي في سنة 2008 من إجراء دراسة باستخدام مطيافية الرنين المغناطيسي النووي من أجل التمييز بين الأنواع المختلفة للعسل عن طريق تفاوت النسبة بين الفركتوز والغلوكوز؛ وباستخدام نفس التقنية تمكن فريق بحث آخر أجري في سنة 2013 في ألمانيا من دراسة 20 نوع مختلف من العسل، ووجد أن محتوى السكر يتراوح للفركتوز بين 28% إلى 41%؛ وللغلوكوز بين 22% إلى 35%. وكانت القيمة الوسطية 56% فركتوز إلى 44% غلوكوز، ولكن النسب الفردية لكل نوع عسل كانت متباينة، إذ وصلت أعلاها في نوع من العسل مقدار 64% فركتوز إلى 36% غلوكوز؛ وأخفضها في نوع آخر بمقدار 50% فركتوز إلى 50% غلوكوز.

## التصنيف
يتنوع العسل حسب تنوع مصدر الرحيق سواء أكان من الزهور أَم الإفرازات النباتية أَم الأخرجة التي تتركها الحشرات. ويختلف تبعا لذلك لون العسل ورائحته وطعمه والقابلية للتبلور والكثافة والقلوية وحتى بعض مكوناته ولو بنسبٍ قليلة. وهناك عوامل أخرى أيضًا تؤثر على صفات العسل مثل نوع التربة والعوامل الجوية. يصنف العسل عموماً حسب المصدر (زهري أو غير زهري)، وكذلك حسب التعبئة وحسب عملية المعالجة؛ كما يصنف عموماً حسب اللون إلى درجات مختلفة تتراوح بين الأبيض إلى البني الغامق.

### التصنيف حسب التعبئة والمعالجة

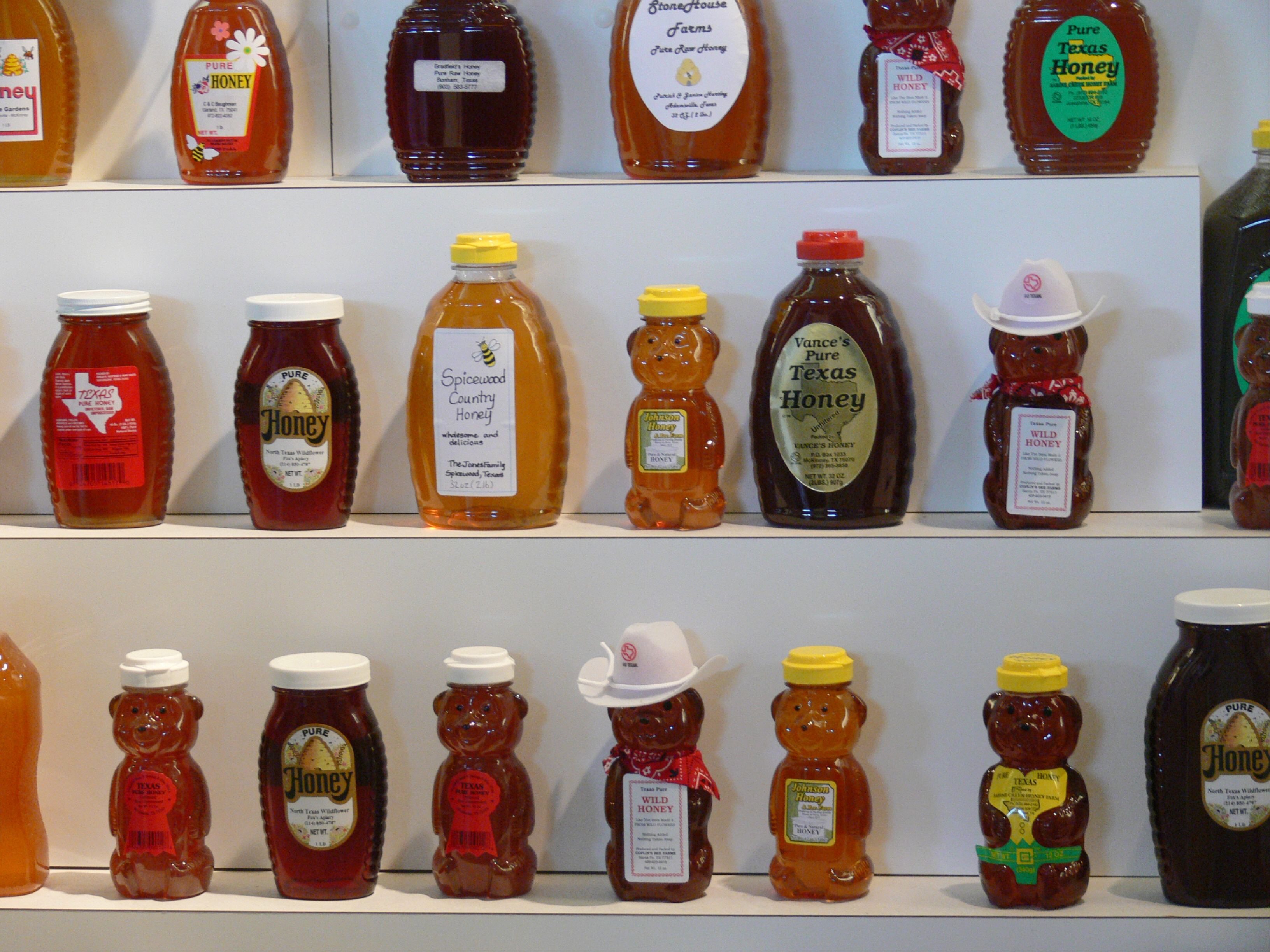
أنواع مختلفة من عبوات العسل التجارية

## التاريخ

تصوير لعملية جمع العسل يعود تاريخه إلى حوالي 8000 سنة في كهف من كهوف العنكبوت في منطقة بلنسية الإسبانية.